# Gynoplistia flavipes
Gynoplistia flavipes là một loài ruồi trong họ Limoniidae. Chúng phân bố ở miền Australasia.